# 新普斯托瓦里夫卡
49°44′5″N 29°46′9″E / 49.73472°N 29.76917°E
新普斯托瓦里夫卡（烏克蘭語：Нова Пустоварівка）是位於烏克蘭北部的村莊，由基辅州白采爾克瓦區的斯克維拉市鎮負責管轄。該村始建於1919年，面積0.74平方公里，海拔高度185米，2001年人口98，人口密度每平方公里132.4人。